# Iulia Snopova
Iulia Snopova (în ucraineană Ю́лія Снопова, n. 30 noiembrie 1985, la Herson) este o handbalistă ucraineană care joacă pentru echipa națională de handbal a Ucrainei pe postul de intermediar dreapta. 
În septembrie 2013, Snopova s-a transferat la clubul românesc SCM Craiova. Înainte de SCM Craiova ea a jucat la echipe din Ucraina, Franța, Turcia și Slovacia precum HC Smart Krivoi-Rog, H.A.C. Handball, Maliye Milli Piyango SK și Iuventa Michalovce. În iunie 2014 s-a anunțat că Iulia Snopova va evolua în anul competițional următor la echipa germană Thüringer HC. În iulie 2015, Snopova a semnat un contract cu echipa turcă Muratpaşa Bld. SK, unde a jucat timp de trei ani. Din august 2018, Snopova evoluează la Kastamonu Bld. GSK.

## Palmares
- Liga Campionilor EHF:
  - Sfert-finalistă: 2015

- Cupa EHF Feminin:
  - Sfert-finalistă: 2012